# Saducheu
Saducheu este denumirea dată membrilor unei foste secte religioase evreiești, ostilă fariseismului și favorabilă elenismului, care nega nemurirea sufletului și viața viitoare. Saducheii au fost membrii preoțimii evreiești, organizați într-o grupare distinctǎ în secolul al II-lea î.C. Nu se cunosc prea multe despre originea lor, dar se presupune cǎ numele lor provine de la Țedok, mare preot în timpurile vechi. Alte surse (Iisus. Un profil biografic, Armand Puig) arată că numele provine din Sadoc, familia care deținea în mod tradițional funcția de mare preot al Templului din Ierusalim. Aceștia au pierdut controlul asupra acestei funcții, care a fost preluată de familia hașmoneilor. Saducheii s-au aflat în permanent conflict ideologic cu fariseii. Saducheii au privit cu suspiciune activitatea lui Iisus Cristos, jucând un rol negativ în procesul acestuia. 
Viața și autoritatea lor a fost strâns legată de Templul din Ierusalim, așa cǎ la scurt timp dupǎ distrugerea acestuia (în anul 70 d.C.), saducheii au dispǎrut.
Despre saduchei și despre credința lor nu se cunosc astǎzi prea multe, pentru cǎ gruparea lor, acuzatǎ de colaboraționism cu ocupanții romani, a fost exterminatǎ în timpul revoltei iudaice din secolul I, lucru consemnat de istoricul evreu Josephus Flavius. Unii au fost asimilați de societatea romano-elenǎ, alții s-au convertit la creștinism.
Pe plan doctrinal, se știe, pe baza puținelor informații care ne-au parvenit, cǎ saducheii, spre deosebire de farisei, considerau valabilǎ numai Legea scrisǎ (Tora), negând Legea oralǎ.
Deși saducheii au dispǎrut de pe scena istoriei în secolul I, învǎțǎturile lor se regǎsesc în credința caraiților, care s-au desprins din ebraismul rabinic în secolul al VII-lea.